# Eine Königin wird gekrönt
Eine Königin wird gekrönt ist ein britischer Dokumentarfilm über die Krönung von Elisabeth II. in der Londoner Westminster Abbey. Bildregie führte Michael Waldman.

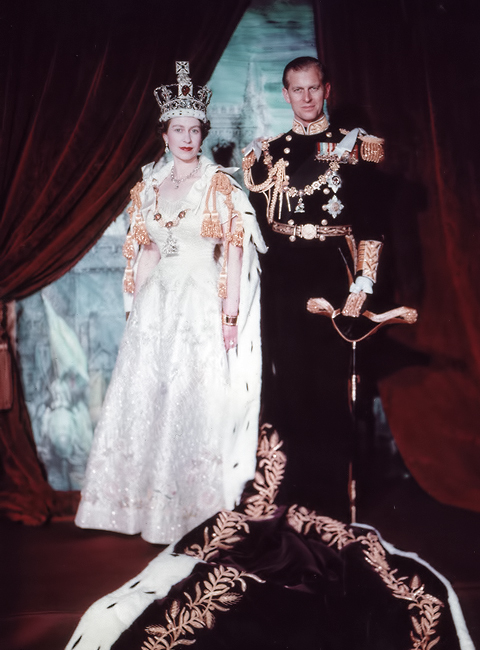
Königin Elisabeth II. und Gatte Prinz Philip nach der Krönung

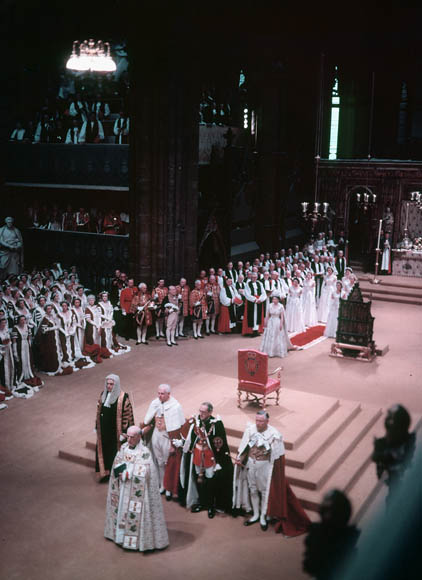
Elisabeth vor dem Krönungsstuhl

## Handlung
Der Dokumentarfilm zeigt die prunkvolle Krönung von Elisabeth II., der seit knapp 16 Monaten (1952) regierenden britischen Monarchin, in der Westminsterabtei am 2. Juni 1953. Zu diesem weltweit mit großer Aufmerksamkeit zur Kenntnis genommenen Ereignis, dessen Übertragung zugleich die erste Fernseh-Livesendung der Geschichte war, reisten auch die Regierungschefs und Repräsentanten der Commonwealth-Staaten an, die ebenso gezeigt werden wie Elisabeths Gatte Prinz Philip, der Herzog von Edinburgh, beider Sohn, der gerade viereinhalbjährige Prinz Charles, Königin Elisabeths Mutter („Queen Mum“) und der die Zeremonie vornehmende Erzbischof von Canterbury, Geoffrey Fisher.

## Produktionsnotizen
Die Welturaufführung des Films fand, da Liveübertragung, zeitgleich am 2. Juni 1953 statt. Die deutsche Leinwandpremiere war zehn Tage darauf.
Christopher Fry schrieb den Begleittext, den Laurence Olivier sprach.
Es spielt das London Symphony Orchestra, und es singen Mitglieder der Royal Choral Society.

## Auszeichnungen
Neben einer Nominierung des Produzenten Castleton Knight für den Oscar erhielt Eine Königin wird gekrönt einen Golden Globe Award als „Bester Dokumentarfilm von historischem Interesse“ und im heimatlichen Großbritannien ein Verdienstzertifikat im Rahmen der alljährlichen BAFTA Awards. Außerdem wurde der Dokumentation ein NBR Award in der Kategorie „Bester ausländischer Film“ zuerkannt.

## Rezeption
„Farbenprächtiger Bildbericht von der Krönungszeremonie für Königin Elizabeth II. von England in der Westminster Abbey im Jahr 1953. Perfekt und dezent fotografiertes Filmdokument von einigem historischem Wert.“

## Einzelnachweis
1. ↑  Eine Königin wird gekrönt im Lexikon des internationalen Films, abgerufen am 11. Januar 2019